# Twardów
Twardów [pronunciación en polaco: /ˈtfarduf/] es un pueblo ubicado en el distrito administrativo de Gmina Kotlin, dentro del Distrito de Jarocin, Voivodato de Gran Polonia, en el oeste de Polonia central. Se encuentra aproximadamente a 5 kilómetros al norte de Kotlin, a 10 kilómetros al este de Jarocin, y a 70 kilómetros al sureste de la capital regional Poznań.